# Российско-северокорейский саммит (2023)
Саммит КНДР — Россия — встреча на высшем уровне между Корейской Народно-Демократической Республикой и Россией, на которой лидер КНДР Ким Чен Ын встретился с президентом России Владимиром Путиным. Встреча состоялась 13 сентября 2023 года.
Совещание проходило на космодроме «Восточный» на Дальнем Востоке России.
Это первый зарубежный визит Ким Чен Ына с момента начала пандемии COVID-19 в КНДР в 2020 году.
Официально главными темами встречи были обсуждения международной ситуации и экономического сотрудничества, однако США заявляли, что Россия пыталась договориться с КНДР о поставке ей северокорейских вооружений для войны против Украины.

## Предыстория
К сентябрю 2023 года Россия и Украина вели друг с другом интенсивную войну с высоким расходом боеприпасов. При этом ВСУ вели контрнаступление и северокорейское оружие могло бы помочь Москве отразить продвижение украинских сил. КНДР располагала огромными запасами артиллерийских снарядов советского образца и имела развитые промышленные мощности по их производству. Однако корейские снаряды не отличались высоким качеством: при массированном артобстреле Южной Кореи в 2010 году 20% снарядов не взорвалось. Кроме снарядов, КНДР могла поставить ракеты и гаубицы.
При этом против КНДР из-за ее ядерной программы было введено множество международных санкций. Самые жесткие из этих санкций были введены  в августе-сентябре 2017 года Советом Безопасности ООН. Эксперт Стокгольмского института исследований проблем мира Симон Веземан отмечал, что закупки Россией оружия у КНДР однозначно бы нарушали международное право, включая Резолюцию Совета Безопасности ООН 1874 от июня 2009 года. Сама Россия в 2009 году присоединилась к санкциям против КНДР за нарушение последней режима нераспространения ядерного оружия.
В конце июля 2023 года КНДР посетил российский министр обороны Сергей Шойгу. Шойгу заявил об укреплении военных связей КНДР и РФ, назвав КНДР «важным партнером» России.

## Цели сторон
КНДР
КНДР заинтересована получить от России космические технологии, способные повысить дальность, точность и надежность баллистических ракет с ядерными боеголовками. Косвенным подтверждением этого, по мнению еженедельника The Economist, служит выбор места встречи —  космодром «Восточный». По мнению издания, Кима также интересуют технологии создания подводных лодок. КНДР также заинтересована в получении продовольствия, электроэнергии и валюты. По мнению журналистов, Россия также могла пригласить корейских рабочих на стройки и лесозаготовки. Губернатор Приморья Олег Кожемяко, с которым Ким встречался по пути на космодром, сообщил, что в «скором будущем» страны могут начать совместные проекты в области туризма, сельского хозяйства и строительства. 
Россия
Россия хотела бы получить запчасти к танкам старых советских моделей, которые вновь получили применение во время вторжения на Украину, артиллерийские снаряды и ракеты совместимые с российскими системами вооружений. В том числе, баллистические ракеты, которые КНДР испытывала в последние годы.

## Встреча

### Подготовка
В начале сентября 2023 года сообщалось, что Ким Чен Ын посетит Россию в этом месяце. 10 сентября встреча была подтверждена обеими сторонами после того, как Ким Чен Ын покинул Пхеньян на своем личном бронепоезде, на котором он ранее посещал Россию в 2019 году. Поезд ехал со скоростью 60 км/ч.
В состав северокорейской делегации входили министр иностранных дел Цой Сон Хи и министр обороны Кан Сун Нам, а также высокопоставленные представители военной промышленности, дипломаты и военачальники. По информации издания Ведомости, Ким Чен Ына могли сопровождать до 120 охранников.
Предполагалось, что встреча будет сосредоточена на возможности получения Россией большого количества северокорейских боеприпасов советских времен в обмен на российскую помощь в разработке военных разведывательных спутников и продовольственную помощь.
Центральное телеграфное агентство Кореи назвало целью визита «продвижение отношений дружбы и сотрудничества между КНДР и Россией на новую высоту».
Для Кима это был первый выезд за пределы КНДР с 2019 года и всего десятый за все время пребывания во главе КНДР.

### Ход встречи
Ким прибыл в Россию 12 сентября. На станции Хасан — единственном российском населенном пункте, находящимся на границе с КНДР, Кима встретили военный оркестр и глава Минприроды Александр Козлов.
13 сентября Путин прилетел в Амурскую область из Владивостока, где он принимал участие в Восточном экономическом форуме. За несколько часов до начала встречи Украина атаковала российский флот в аннексированном Севастополе, однако Путин не упоминал об этой атаке публично в ходе встречи.
Встреча Кима с Путиным состоялась на космодроме «Восточный», находящийся в 130 км от границы с КНДР. Встречала началась в монтажно-испытательном корпусе космодрома, где шла сборка ракеты «Ангара». Киму также показали стартовую площадку для ракеты «Ангара» и стартовый комплекс для ракеты «Союз-2». В ходе экскурсии Ким задавал множество технических вопросов, в частности его интересовали характеристики ракетного топлива, на которые ему давали ответы глава Роскосмоса Юрий Борисов и  гендиректор Центра эксплуатации наземной космической инфраструктуры Николай Нестечук. Путин также показал Киму машины своего кортежа марки Aurus.
После экскурсий состоялись переговоры Путина и Кима. Двухчасовая встреча проходила за закрытыми дверями. Переговоры проходили сначала в составе делегаций, где с российской стороны были министр иностранных дел Сергей Лавров и министр обороны Сергей Шойгу, после которых состоялись переговоры Путина и Кима наедине.  Пресс-служба Кремля сообщила, что сообщения для печати не будет.
При этом публично не было сказано ничего о поставках северокорейского оружия России. Однако Ким Чен Ын однозначно поддержал российское вторжение в Украину. Он заявил, что Россия «поднялась для защиты своего суверенитета и защиты безопасности», а Пхеньян всегда поддерживала «все решения президента Путина». По мнению Кима, Россия ведет «священную борьбу» против Запада, и он выразил «...поддержку всех мер, принимаемых российским правительством, и [он] пользуется этой возможностью еще раз, чтобы подтвердить, что [он] всегда будет с Россией». Ким сказал: «надеюсь, что мы всегда будем вместе в борьбе против империализма и [в деле] строительства суверенного государства».
В ходе обеда Ким поднял тост за то, что «геройская российская армия и народ блестяще унаследуют традицию Победы, уверенно продемонстрируют бесценные достоинства и честь на фронтах СВО, в построении сильного государства». Ким пожелал «российской армии и народу» одержать «великую победу в священной борьбе за наказание большого зла, претендующего на гегемонию и питающего экспансионистскую иллюзию». Путин же вспомнил о японских милитаристах, которых в 1945 году «плечом к плечу громили советские и корейские солдаты» и заявил, что Россия и КНДР действуют «во имя мира, стабильности».
На вопрос, будет ли Россия помогать КНДР строить спутники, Путин ответил, что «именно поэтому [они] приехали сюда». При этом Путин не упоминал об обеспокоенности со стороны США и их азиатских союзников ракетной программой КНДР.
Путин в ходе встречи напомнил, что СССР первым признал КНДР и назвал знаковым 70-летний юбилей «Победы» в «войне за независимость» КНДР.
По словам пресс-секретаря Путина Дмитрия Пескова, Россия и КНДР не обсуждали размещение северокорейских солдат на границе с Украиной. Песков заявил, что Ким пригласил Путина посетить КНДР, на что российский президент согласился.
Ким подарил Путину карабин северокорейского производства, в свою очередь Путин подарил Киму российский карабин и перчатку от скафандра, которая неоднократно бывала в космосе.

### Продолжение визита
15 сентября 2023 года в рамках своего многодневного визита в Россию Ким Чен Ын прибыл в Комсомольск-на-Амуре, где его встречали губернатор Хабаровского края Михаил Дегтярев и глава Комсомольска-на-Амуре Александр Жорник. Ким посетил завод имени Ю. А. Гагарина по производству самолетов марки «Су», где осмотрел цеха по сборке истребителей Су-35 и Су-57, а также пассажирского лайнера Sukhoi Superjet 100. Ким также наблюдал демонстрационный полет истребителя Су-35.
16 сентября Ким прибыл во Владивосток, после чего он отправился на аэродром Кневичи, где его встретил российский министр обороны Сергей Шойгу.  Там они осмотрели  бомбардировщики-ракетоносцы Ту-160, Ту-95МС и Ту-22М3. Киму продемонстрировали и ракету  «Кинжал» на истребители  МиГ-31И. Также Ким осмотрел пассажирский лайнер Ту-214. Затем Ким и Шойгу посетили фрегат «Маршал Шапошников», на котором они осмотрели  ракетные комплексы «Калибр» и «Уран» и артиллерийскую установку А-190.
На станциях Кима встречали дети, одетые в советскую школьную форму, а губернатор Приморского края Олег Кожемяко предложил отправлять российских детей на отдых в лагеря КНДР.
Вечером 16 сентября Ким посетил балет «Спящая красавица» на Приморской сцене Мариинского театра.
17 сентября Ким осмотрел Дальневосточный федеральный университет на острове Русский, где ему проводили экскурсию  министр природных ресурсов РФ Александр Козлов и ректор вуза Борис Коробец. Ким посетил и Приморский океанариум.
Также он посетил павильон Приморского края на выставке «Улица Дальнего Востока», которая была посвящена достижениям регионов российского Дальнего Востока, открытую в рамках Восточного экономического форума.
Губернатор Приморского края Олег Кожемяко заявил, что Кима ознакомили с продукцией военного и двойного назначения, произведенного в Приморье, в частности ему продемонстрировали  образцы униформы из ткани с инфракрасной ремиссией, делающую бойцов менее заметными для тепловизиров; образцы индивидуальной бронезащиты; различные беспилотники и системы управления; гусеничную транспортировочную платформу для доставки боеприпасов на поле боя и эвакуации раненых. Несколько из этих образцов подарили Киму.
17 сентября визит Кима завершился и он уехал назад в КНДР.
Ким Чен Ын вернулся в Пхеньян 19 сентября.

### Последствия
Корейский исследовательский проект американского Центра стратегических и международных исследований отметил резко выросшую загрузку и активность на железнодорожной станции Туманган в КНДР на границе с Россией после встречи Владимира Путина с Ким Чем Ыном. Исследователи предположили, что данные изменения означают начало поставок вооружений из КНДР в Россию, например, артиллерии и боеприпасов.

## Реакция

### Белоруссия
15 сентября в Сочи российский президент Владимир Путин встретился с президентом Белоруссии Александром Лукашенко. Лукашенко сказал Путину, что «приятно было видеть вас с Ким Чен Ыном» и предложил подумать о сотрудничестве «на троих».

### Запад
США заявляли, что готовы ввести новые санкции, если КНДР начнет поставки оружия России. Советник президента США по национальной безопасности Джейк Салливан заявил, Вашингтон будет работать вместе с Южной Кореей и Японией чтобы помешать военному сотрудничеству КНДР и РФ, а также США обратятся к Китаю, чтобы тот «проявил ответственность».

### Китай
Спикер МИД КНР Мао Нин заявил: «Визит лидера КНДР в Россию — это то, что есть между их странами, касается отношений КНДР и России. Что касается связей между Китаем и КНДР, то мы дружественные соседи. Наши двусторонние отношения заметно прогрессируют. Обе стороны работают над важным консенсусом, достигнутым нашими высшими руководителями».
Американское издание CNN отмечало, что Китай мог быть заинтересован в поставках северокорейских вооружений России, потому что КНР не заинтересован в крупном поражении российских войск в войне в Украине, так как он ведет собственное противостояние с США. При этом сам Китай публично позиционировал себя как сторонник мира в украинском конфликте, пытаясь  укрепить свои связи с Европой, а о переговорах КНДР и РФ говорил, что это дело двух этих стран.
Аналитики отмечали, что КНР имеет слишком тесные отношения как с КНДР, так и с Россией, поэтому КНДР и Россия навряд ли за спиной Китая делали бы то, что не устраивало Пекин. При этом по их мнению Китай мог бы быть заинтересован и в росте боеспособности КНДР, которую он может рассматривать как противовес «Азиатскому НАТО» — США и их союзникам в Азии. По мнению аналитиков, в случае роста агрессивности КНДР США и Южная Корея будут вынуждены искать сотрудничества с Китаем.

## Оценки
По мнению британского еженедельника The Economist, сотрудничество между КНДР и Россией может повлиять на ход российского вторжения в Украину за счет поставок в Россию корейских вооружений и боеприпасов, а также усилить гонку ядерных вооружений в Азии.
Британское издание The Guardian писало, что Путин из-за войны в Украине оказался в международной изоляции, поэтому ему «нечего терять» в сближении со «страной-изгоем» КНДР.